# Mahican
Els mahican o mohicans eren una tribu índia algonquina, el nom de la qual volia dir "llop", raó per la qual els anglesos els van anomenar wolf indians o bé river indians. Els iroquesos els anomenaven "poble del pedrenyal". Es dividien en cinc tribus: majikan, mechkintowoon, wawyachtonoc, westenhuck i wiekagjok.

## Localització
Vivien originàriament als marges del riu Hudson i del llac Champlain, a l'oest del Housatonic i sobre les muntanyes Catskill (Nova York). Actualment ocupen la reserva Stockbridge-Munsee, a Shawano (Wisconsin).

## Demografia
La seva parla es va extingir el 1930. El 1980, uns 500 vivien a Wisconsin, i d'altres, a New London (Connecticut).

## Costums
La seva cultura era la pròpia de les tribus dels boscos de l'est, i estaven relacionats amb els lenapes i amb els pequots i massachusetts.
Comprenien cinc divisions majors governades per sachems hereditaris assistits per consellers escollits. Vivien en baluards fortificats (coneguts com a fuertes) fortificats situats als turons, que incloïen de vint a trenta cases d'escorça envoltades d'estacades, així com en viles estacades situades entre els camps de moresc i el bosc. Van arribaren a ocupar quaranta viles al voltant de l'actual Albany, Nova York (aleshores Schodac). Anaven rapats i duien una cua de pèl a la coroneta, i portaven pantalons curts de dant i polaines. També creien en Manitú.

## Història
Enemics irreconciliables de la Confederació iroquesa, ja ben aviat van contactar amb els swenneken (holandesos), amb els quals comerciaven, juntament amb els anglesos, i de qui van obtenir mosquets per enfrontar-se als mohawk, però el 1664 aquests últims els van expulsar del seu territori i van marxar amb la tribu Westenhuck, que vivia a Housatonic (Massachusetts). Es van establir en quaranta viles als voltants de Schodac (Albany) i van participar en la Guerra del rei Felip. Però a poc a poc van anar venent la terra als colons, també pressionats pels atacs mohawk, de manera que el 1736 van prendre el nom de Stockbridge, on s'havia fundat una missió índia on molts havien adoptat el catolicisme, i van aplegar membres d'altres tribus algonquines desaparegudes. Finalment, el 1756 es van unir als oneida de Nova York, i d'altres, a Pennsilvània, amb els lenapes. Amb ells, el 1822 es van unir amb el grup de Pennsilvània a Wisconsin, on els van concedir una reserva. En la seva novel·la El darrer mohicà, James Fenimore Cooper va confondre els mahican amb els mohegan, una fracció del poble pequot. El seu cabdill, Uncas, va existir realment, però no té res a veure amb el personatge de ficció.